# Већ виђено (филм)
Већ виђено је југословенски филм снимљен 1987. године који је режирао и написао Горан Марковић.

## Радња
Психички растројени музичар средњих година заљубљује се у привлачну младу дјевојку.
Михаило, некада сјајан млади пијаниста, сада је наставник клавира у образовном центру. Колеге га сматрају чудаком, али га остављају на миру да живи свој усамљенички живот. Све се мења у тренутку када се у његовој школи појави млада девојка. Контакт са њом, нови, еротски интензиван живот, изазива у њему чудну појаву - како је све то већ једанпут видео. Наиме, ситуације које проживљава, чине му се поновљеним. Његова траума, клавир, изазива болне емоције и патолошки страх, стапање прошлости и садашњости, гурајући га у трагедију.

## Занимљивост
Британски филмски институт укључио је филм "Већ виђено" на листу 100 најбољих европских филмова страве.
Филм је и једини српски филм који је заступљен у престижној енциклопедији хорор филма "Overlook Film Encyclopedia: Horror" из 1994. године аутора Фила Хардија.

## Награде
Филм је 1987. године добио награду за најбољи сценарио на Фестивалу филмског сценарија у Врњачкој Бањи.

## Културно добро
Југословенска кинотека је, у складу са својим овлашћењима на основу Закона о културним добрима, 28. децембра 2016. године прогласила сто српских играних филмова (1911-1999) за културно добро од великог значаја. На тој листи се налази и филм "Већ виђено".

## Улоге
| Глумац                  | Улога              |
| ----------------------- | ------------------ |
| Мустафа Надаревић       | Михаило            |
| Аница Добра             | Олгица             |
| Милорад Мандић          | Зоран              |
| Петар Божовић           | Столе              |
| Радмила Живковић        | Столетова жена     |
| Богдан Диклић           | Професор Есперанта |
| Душан Костовски         | Директор           |
| Владимир Јевтовић       | Михаилов отац      |
| Гордана Гаџић           | Михаилова мајка    |
| Михајло Бата Паскаљевић | Олгицин отац       |
| Весна Тривалић          | Служавка           |
| Оливера Марковић        | Живана             |
| Ратко Танкосић          | Инструктор         |
| Драган Петровић         | Бобика             |
| Иван Ђурасиновић        | Мали Бобика        |
| Душан Замуровић         | Мали Михаило       |
| Срђан Тодоровић         | Млади Михаило      |
| Слободан Бештић         | Млади Столе        |
| Милан Плештина          | Тужилац            |
| Миливоје Томић          | Адвокат            |
| Ружица Сокић            | Глумица            |
| Предраг Милинковић      | Глумац 1           |
| Мирослав Жужић          | Глумац 2           |
| Жарко Митровић          | Есперантиста 1     |
| Ђорђе Чампрашевић       | Есперантиста 2     |
| Оља Бећковић            | Старија девојка    |
| Татјана Венчеловски     | Млађа девојка      |
| Горан Султановић        | Лекар              |
| Срђан Пешић             | Поп                |
| Растко Тадић            | Конферансије       |
| Љубо Шкиљевић           | Болничар           |
| Слободан Ћустић         | Судија             |
| Предраг Петровић        | Милиционер 1       |
| Драган Веселиновић      | Милиционер 2       |
| Срђан Карановић         | ТВ Водитељ         |
| Ненад Чабаркапа         | Михаилов ученик    |
| Маја Милановић          | Балерина           |
| Миле Гавриловић         | Сусед              |
| Благоје Пауновић        | Возач              |